# پلیاس
پلیاس(به یونانی: Πελίας)، در اسطوره‌های یونان، پسر پوسیدون و تورو است.
وی پادشاهی یولکوس را از آیسون غصب کرد. یاسون، پسر آیسون نجات یافت و سال‌ها بعد نزد پلیاس رفت تا پادشاهی را پس بگیرد. پلیاس او را به دنبال یافتن پشم زرین فرستاد. یاسون برخلاف تصور پلیاس به سلامت و همراه مدیا بازگشت. مدیا دخترانش را قانع کرد که برای بازگرداندن جوانی پدر، او را قطعه قطعه کنند و بجوشانند.